# Mind the Gap (album Scootera)
Mind the Gap – dziesiąty album zespołu Scooter wydany 8 listopada 2004 roku. Single promujące: "Jigga Jigga", "Shake That!", "One (Always Hardcore)" i "Suavemente".

## Lista utworów
1. Killer Bees – 1:36
2. One (Always Hardcore) – 3:46
3. Shake That! – 3:19
4. My Eyes Are Dry – 2:54
5. All I Wanna Do – 4:21
6. Jigga Jigga! – 3:55
7. Panties Wanted – 4:33
8. Trance-Atlantic – 7:53
9. Stripped – 3:29
10. Suavemente – 3:38
11. The Chaser – 4:10
12. The Avenger Back – 2:59
13. Trip To Nowhere – 5:02